# Amauropelma mcilwraith
Amauropelma mcilwraith là một loài nhện trong họ Ctenidae.
Loài này thuộc chi Amauropelma. Amauropelma mcilwraith được miêu tả năm 2001 bởi Raven & Stumkat.